# Stadtbefestigung Einbeck

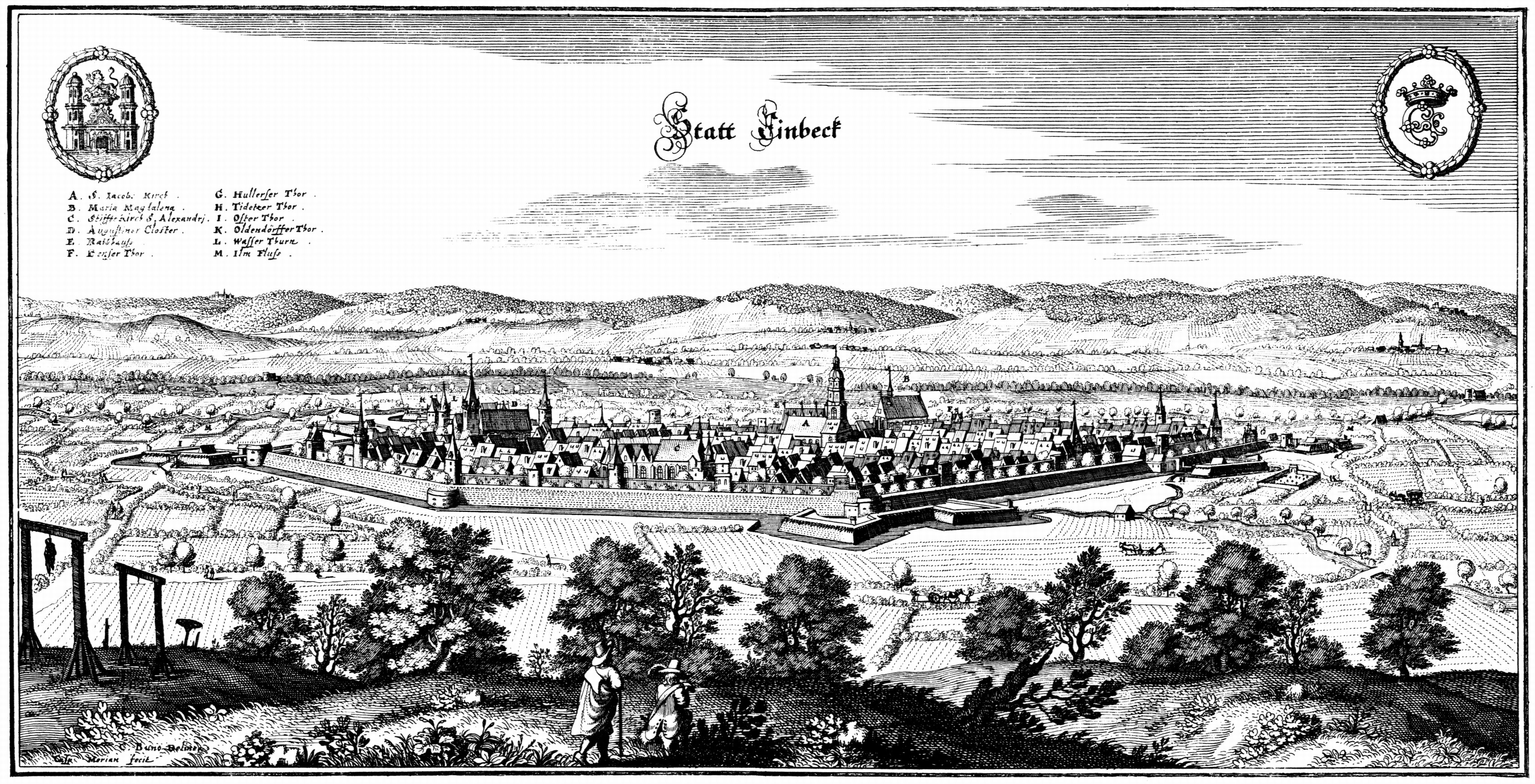
Merian-Kupferstich von Einbeck mit den Befestigungsanlagen im detailgetreuen Zustand, 1654

Die Stadtbefestigung Einbeck war im Mittelalter ein System von Verteidigungsanlagen der Stadt Einbeck. Zu ihr gehörte eine um 1300 fertiggestellte, gut zwei Kilometer lange Stadtmauer mit zwei Dutzend Mauertürmen und fünf Stadttoren. Außerhalb der Mauer wurde die Stadt später durch Gräben, Wälle und Bastionen teilweise festungsartig nach niederländischem Vorbild ausgebaut. Nach dem Siebenjährigen Krieg (1756–1763) begann die Schleifung der Befestigungsanlagen mit der Sprengung der Stadttore. Dennoch sind bis heute etwa ein Drittel der Stadtmauer mit mehreren Türmen sowie Gräben und Wälle erhalten. Von der im Vorfeld der Stadt gelegenen Einbecker Landwehr sind heute kaum noch Reste wahrnehmbar.

## Stadtmauer im 13. und 14. Jahrhundert

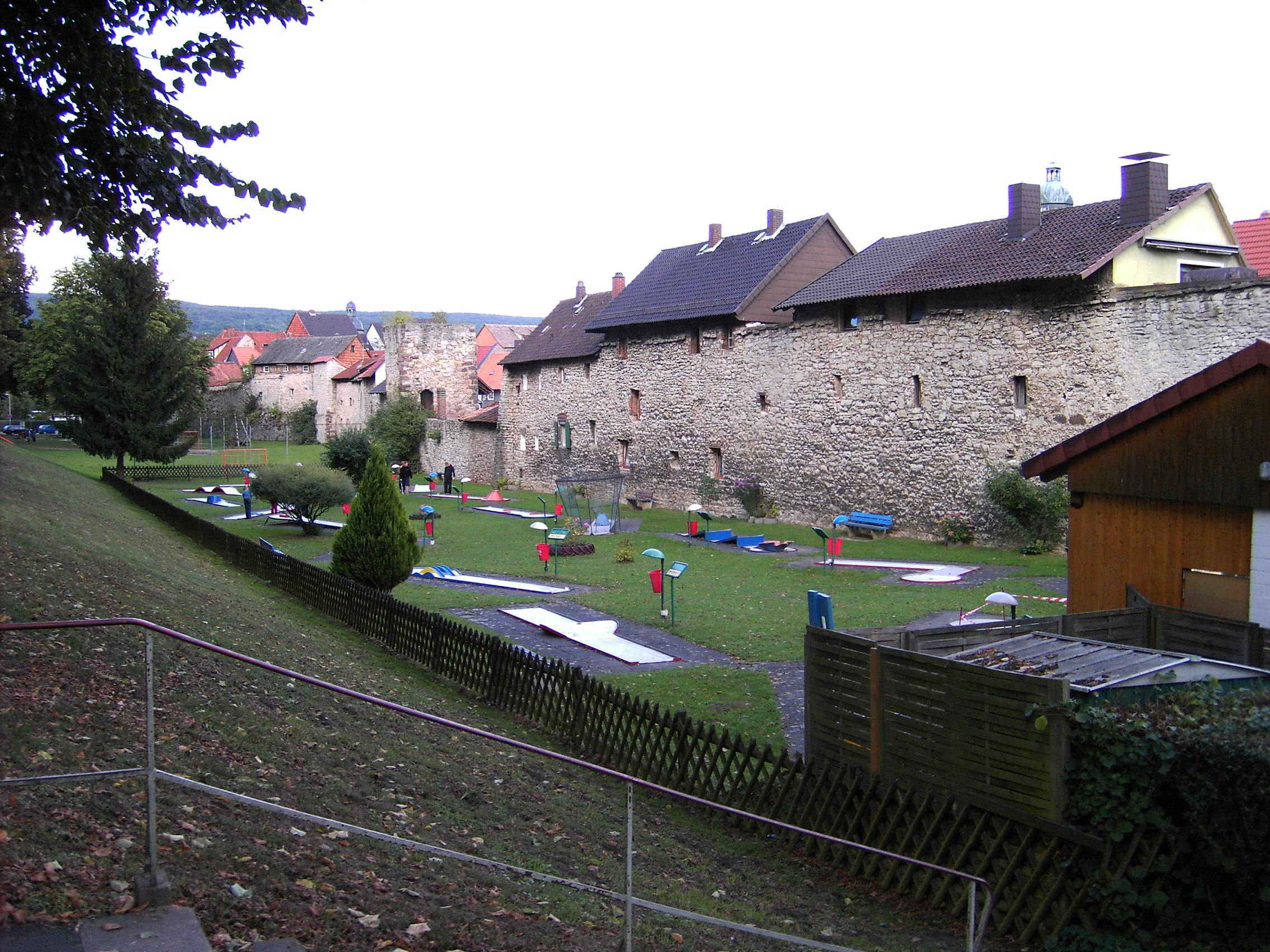
Umgenutzter Stadtmauerbereich am Bäckerwall

Bereits die Marktsiedlung als Keimzelle der Stadt Einbeck wurde im 12. Jahrhundert durch einen wasserführenden, bis 4 m tiefen und 15 m breiten, Befestigungsgraben geschützt.
Um 1250 wurde die Neustadt in ein Befestigungssystem einbezogen. Dies erfolgte durch einen etwa 2200 Meter langen Erdwall mit einem 16 m breiten und 2 m tiefen wasserführenden Graben, der im Bereich der fünf Stadtausgänge über Holzbrücken passiert werden konnte. Der Bau der Stadtmauer begann etwa in der Mitte des 13. Jahrhunderts und wurde 1264 erstmals urkundlich erwähnt. Die Stadtmauer aus gemörtelten Kalkbruchsteinen wurde um 1300 fertiggestellt. Angesetzt an den Erdwall umschloss sie Alt- und Neustadt sowie den Stiftsbezirk St. Alexandri. Die zinnenlose Mauer hatte eine Länge von etwa 2,2 km und eine Höhe zwischen 6 und 9 m. Sie war etwa 1 bis 1,5 m stark. Stadtseitig, direkt hinter der Mauer, verlief eine unbebaute, befahrbare Gasse. Da der umschlossene Bereich die Bachaue des Krummen Wassers querte, wurde das Gewässer auf knapp einem Kilometer Länge Richtung Süden um die Befestigung herumgeleitet.
Zur Sicherung der Stadtmaueranlage entstanden mindestens 22 Mauertürme, deren genaue Anzahl heute nicht mehr rekonstruierbar ist. Sie befanden sich in einem regelmäßigen Abstand von 60 bis 70 Meter und an Stellen, an denen die Stadtmauer abknickte. Die Türme waren als quadratische oder halbkreisförmig zur Stadtseite offene Schalentürme oder als quadratische geschlossene Flankierungstürme ausgeführt. Erstmals 1421 wird über eine Wohnnutzung der Mauertürme berichtet, die sich später auf die Tortürme ausdehnte. Sie wurde erst in der Mitte des 18. Jahrhunderts wegen des schlechten Bauzustandes der Anlagen aufgegeben. 
Es gab fünf Stadttore, die ab 1318 erwähnt wurden und der Kontrolle des Verkehrs dienten. Sie hatten Durchfahrtsbreiten von zwei bis drei Meter. Es handelte sich um das Ostertor und das Altendorfer Tor im Osten, das Benser Tor im Süden sowie das Hullerser Tor und das Tiedexer Tor im Westen. Die Stadttore waren als Tortürme ausgeführt, die wie die Mauertürme aus weißem Kalkbruchstein mit roter Sandsteineinfassung gemauert waren. Die Türme hatten eine Dacheindeckung aus schwarzen Schieferplatten aus dem Harz.

## Festungsartiger Ausbau im 15. und 16. Jahrhundert

Grundriss von Einbeck mit den Befestigungsanlagen von 1750

Während die Verstärkung der Stadtbefestigung bisher in einer vertikalen Erhöhung von Mauern und Türmen bestand, führte der Einsatz von Pulverwaffen, wie Artillerie, im 15. Jahrhundert zu horizontal strukturierten Befestigungsanlagen (neuzeitliche Festungen) mit Wällen und Gräben vor der Stadtmauer, die an Bedeutung verlor. Der äußere Befestigungsring in Einbeck war in der Mitte des 15. Jahrhunderts funktionsfähig, da zu dieser Zeit Mauer- und Tortürme vermietet wurden sowie Bauplätze an der Innenseite der Stadtmauer vergeben wurden.
Noch im 14. Jahrhundert wurden die inneren Stadttore mit einem Vortor verstärkt. Anfang des 15. Jahrhunderts wurde etwa 70 m vor den inneren Toren ein zusätzliches äußeres Tor angelegt. Ein Graben von 25 bis 45 m Breite wurde um die gesamte Stadt ausgehoben und ein Erdwall von knapp drei Kilometern Länge, einer Breite von 20 bis 60 m und einer Höhe von 6 bis 7 m aufgeworfen.
Zu Beginn des 15. Jahrhunderts wurden mehrere geschlossene Pulvertürme gebaut, die nur von der Stadtmauer aus zugänglich waren.
Um 1500 wurden Kanonenbollwerke errichtet, um den immer stärker werdenden Kanonen zu begegnen. Im Ostertor entstand ein Batterieturm, der sogenannte Diekturm wurde zur Verstärkung des Benser Tores errichtet und hinter der Münsterkirche im Norden entstanden Ravens Zwinger und die Hohe Batterie.
Im 17. Jahrhundert, zur Zeit des Dreißigjährigen Krieges, wurden die Verteidigungsanlagen festungsartig weiter ausgebaut durch Hornwerke, kleinere Erdschanzen und Rondelle. Diese blieben aber weitgehend wirkungslos: Die Stadt wurde mehrfach beschossen und besetzt. Die 1654 entstandene meriansche Stadtansicht zeigt ein geschöntes Bild der Stadt, denn sie gibt die Zerstörungen nicht wieder und ist in Details, wie der Anzahl der Mauertürme, nicht korrekt.

## Einbecker Landwehr
Die Einbecker Landwehr als äußerer Verteidigungsring bestand aus niedrigen Gräben und heckenbestandenen Wällen. Sie schloss im 15. Jahrhundert die Einbecker Feldmark in einem nahezu vollständigen Kreis mit 7 bis 8 Kilometern Durchmesser und etwa 23 Kilometern Umfang ab. An den wichtigen Wegen waren die Durchlässe durch insgesamt sieben steinerne Warttürme mit Schlagbaum gesichert. Die Landwehr verfiel ab dem 17. Jahrhundert und wurde schließlich im 19. Jahrhundert ganz aufgegeben.

## Verfall und heutiger Erhaltungszustand
Die Einbecker Stadtbefestigung wurde im Dreißigjährigen Krieg stark beschädigt. 1632 und 1641 wurden durch Kanonenbeschuss der kaiserlichen Truppen unter Pappenheim und Piccolomini Teile der Befestigung und mehr als 300 Häuser zerstört. Im Siebenjährigen Krieg wurde die Stadt wiederholt von französischen Truppen besetzt, die am 10. November 1761 während des Abzuges unter Herzog de Broglie wesentliche Teile der Stadtbefestigung und der Landwehr sprengten, darunter Ravens Zwinger, den Wall und die Stadtmauer südlich des Ostertores, den Wasserturm und das äußere Altendorfer Tor. Die geschleiften Befestigungen wurden daraufhin endgültig nicht wiederhergestellt. Der Stadtrat verkaufte 1741 seine Kanonen um den Bau einer Stützmauer für den Marktkirchturm zu bezahlen. 1760 mussten die letzten städtischen Kanonen und Mörser nach Göttingen abgeliefert werden. Die Stadtbefestigung verfiel nach dem Siebenjährigen Krieg, obwohl Einbeck noch Garnisonsstadt war. Bis in das späte 19. Jahrhundert wurden Tore, Mauern und Wälle abgetragen und als Gärten genutzt.
Dennoch sind auch heute noch wesentliche Teile der Stadtbefestigung erhalten, besonders im Westen und Süden der Stadt. Die Stadtmauer mit den Mauertürmen ist zwischen dem ehemaligen Tiedexer und dem Hullerser Tor mit den vorgelagerten Gräben und Wällen vollständig erhalten. Ein halbrunder Schalenturm (Storchenturm) steht im Südwesten noch in voller Höhe. Der Pulverturm südlich des ehemaligen Altendorfer Tores ist ebenfalls komplett erhalten, während der auch als Pulverturm genutzte Knochenturm nördlich von St. Alexandri nur noch als wenige Meter hohe Ruine erhalten ist. Im ehemaligen Benser Tor steht noch der Batterieturm (Diekturm) auf 11 bis 14 m Höhe mit einem Durchmesser von 12,8 m. Von der Befestigung des Tiedexer Tores sind Reste einer Geschützstellung (Obere Katze) erhalten. Große Teile der ehemaligen Wallanlagen werden heute als Parks genutzt. Die erhaltenen Teile der Stadtbefestigung stehen heute unter Denkmalschutz.

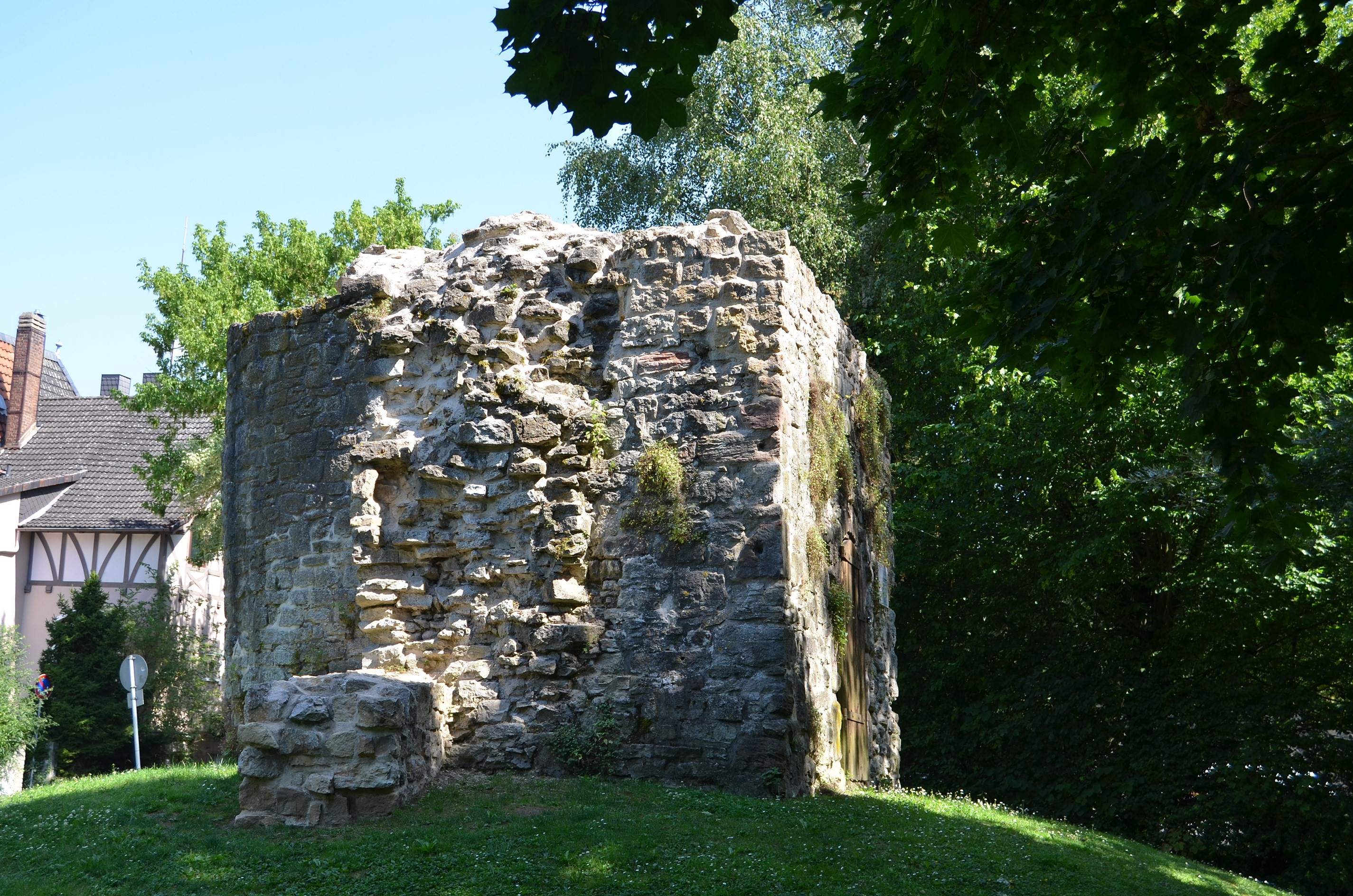
Ruine Knochenturm
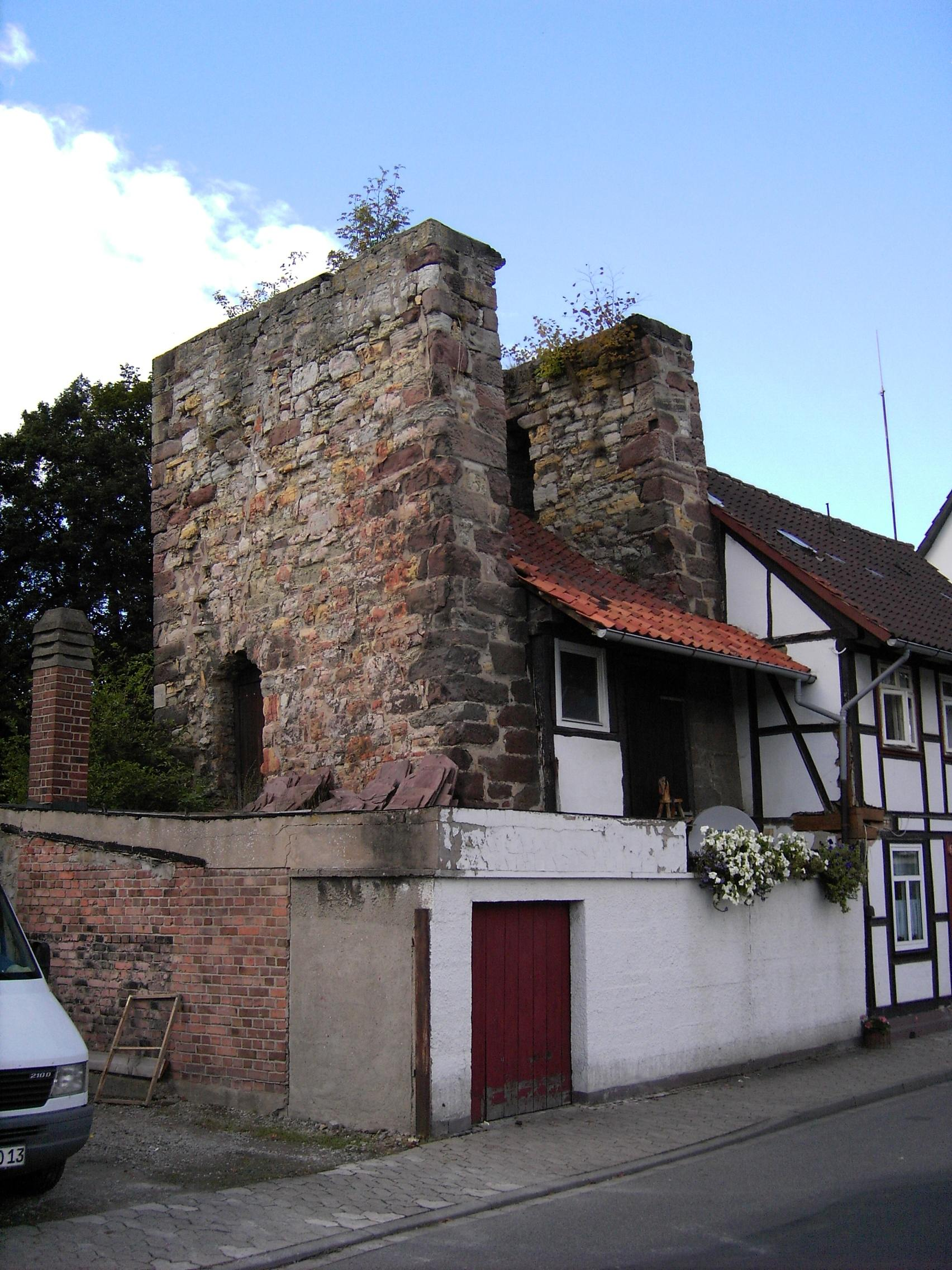
Umgenutzter Mauerturm am Bäckerwall
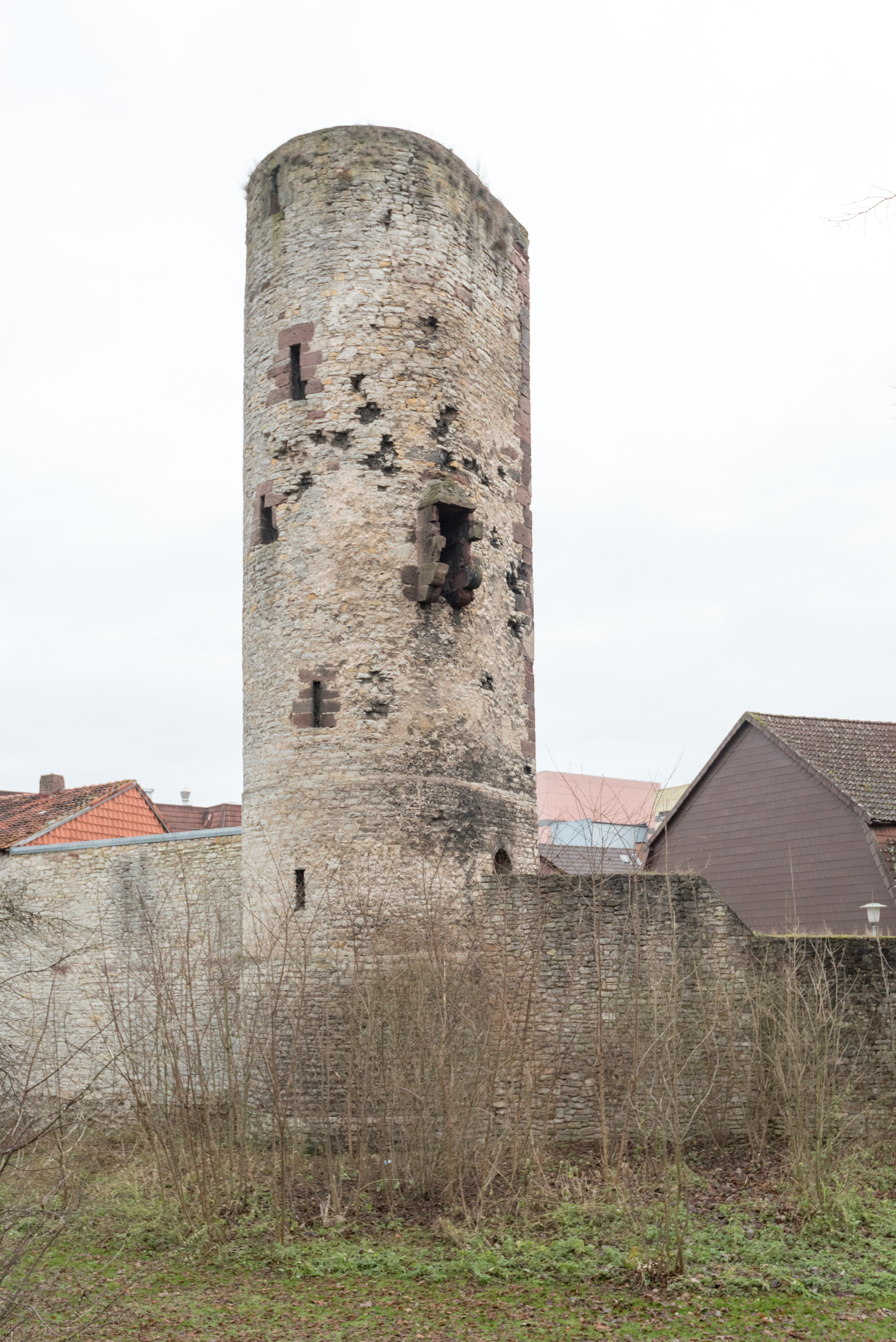
Storchenturm am Krähengraben
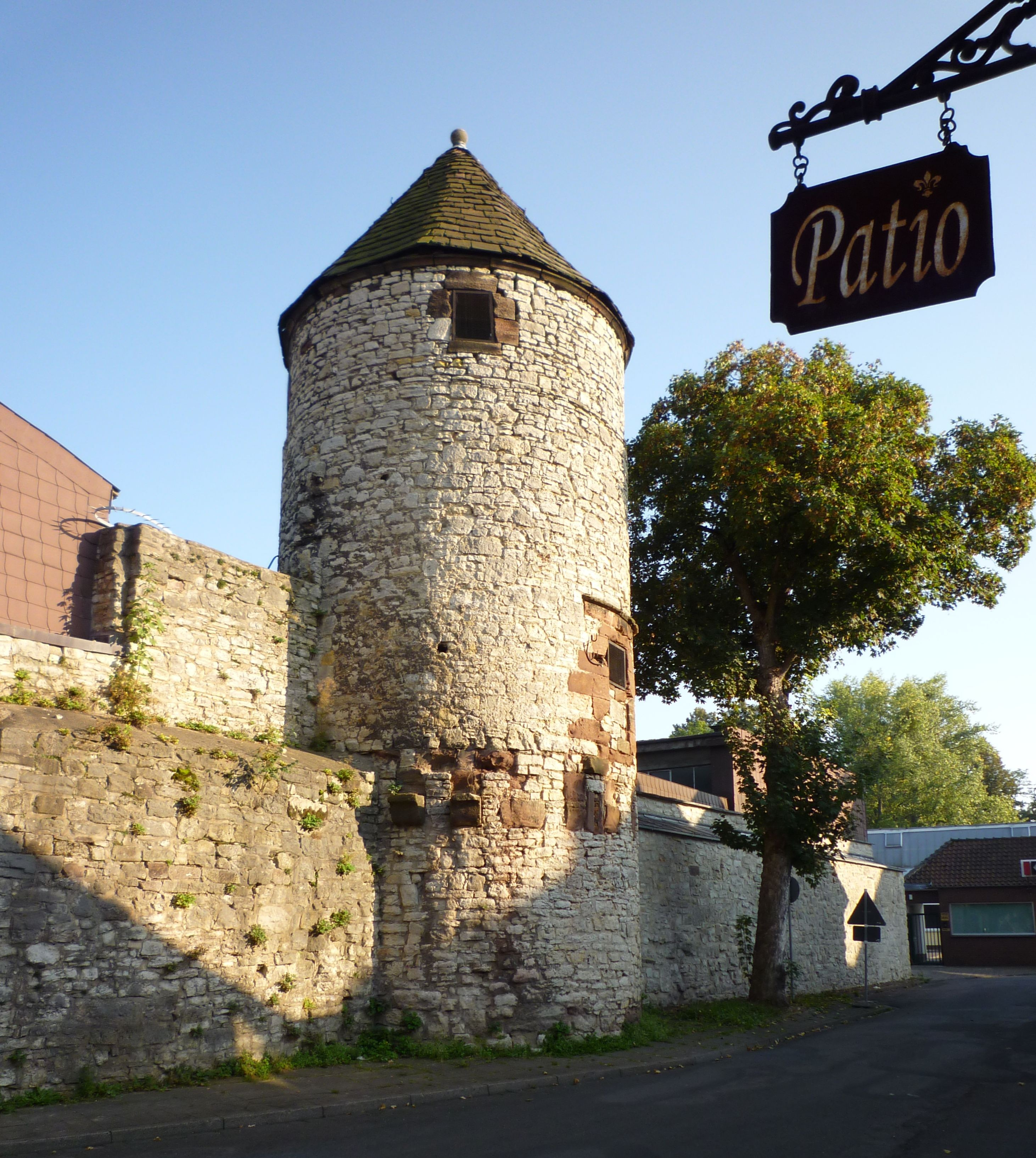
Pulverturm (1405) am Sonnenhaken
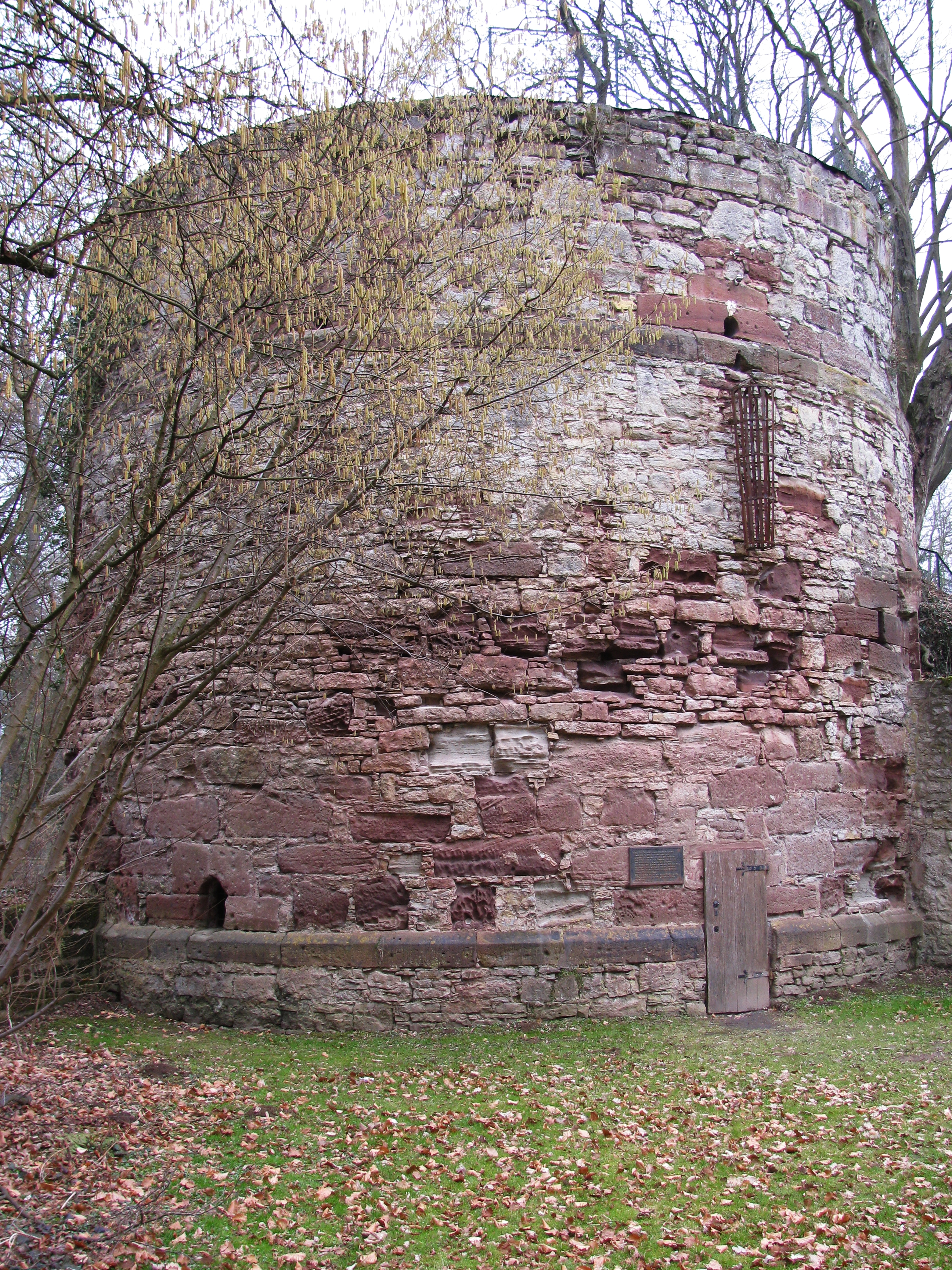
Diekturm (1500) am Benser Tor
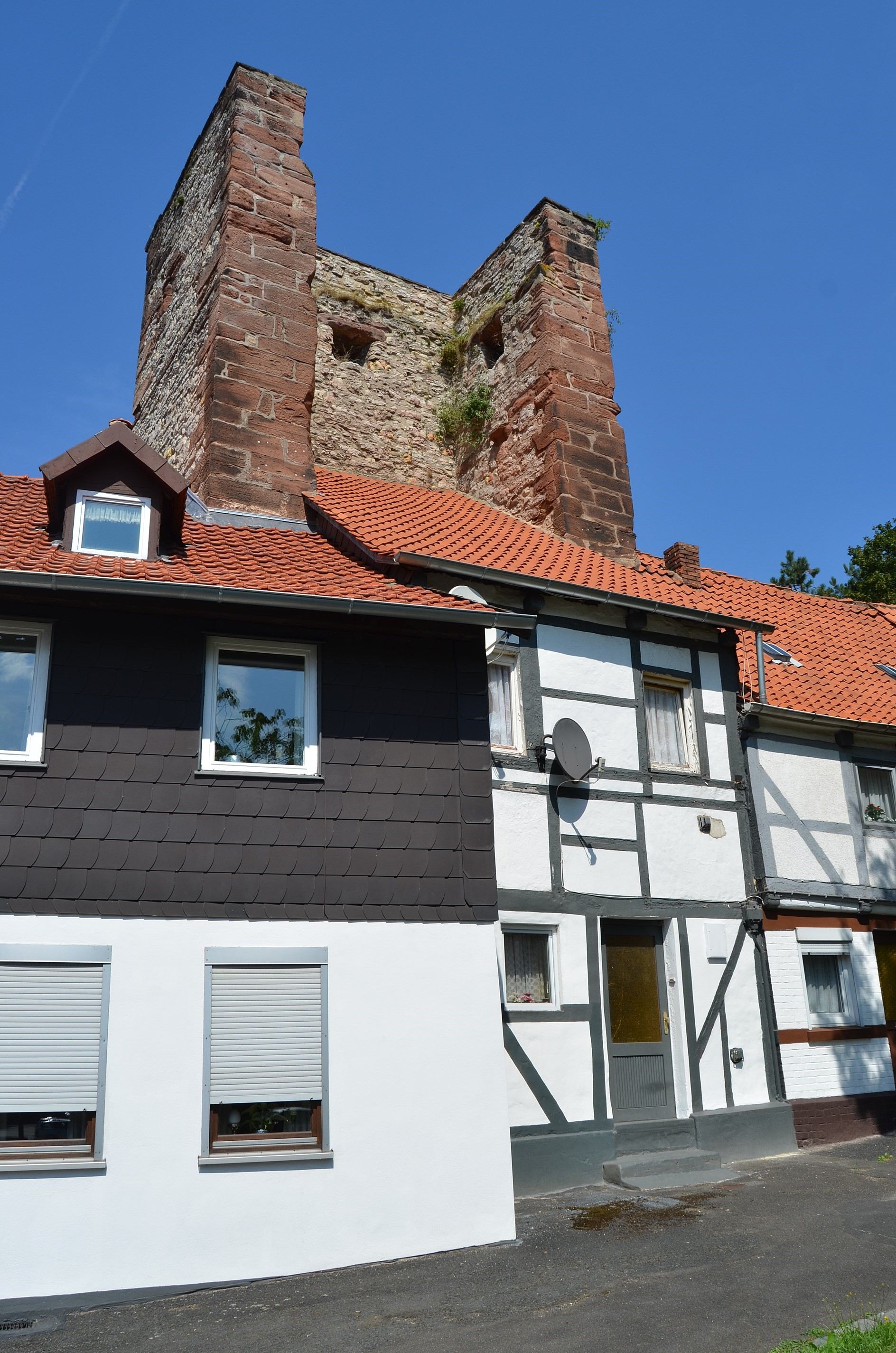
Totenturm
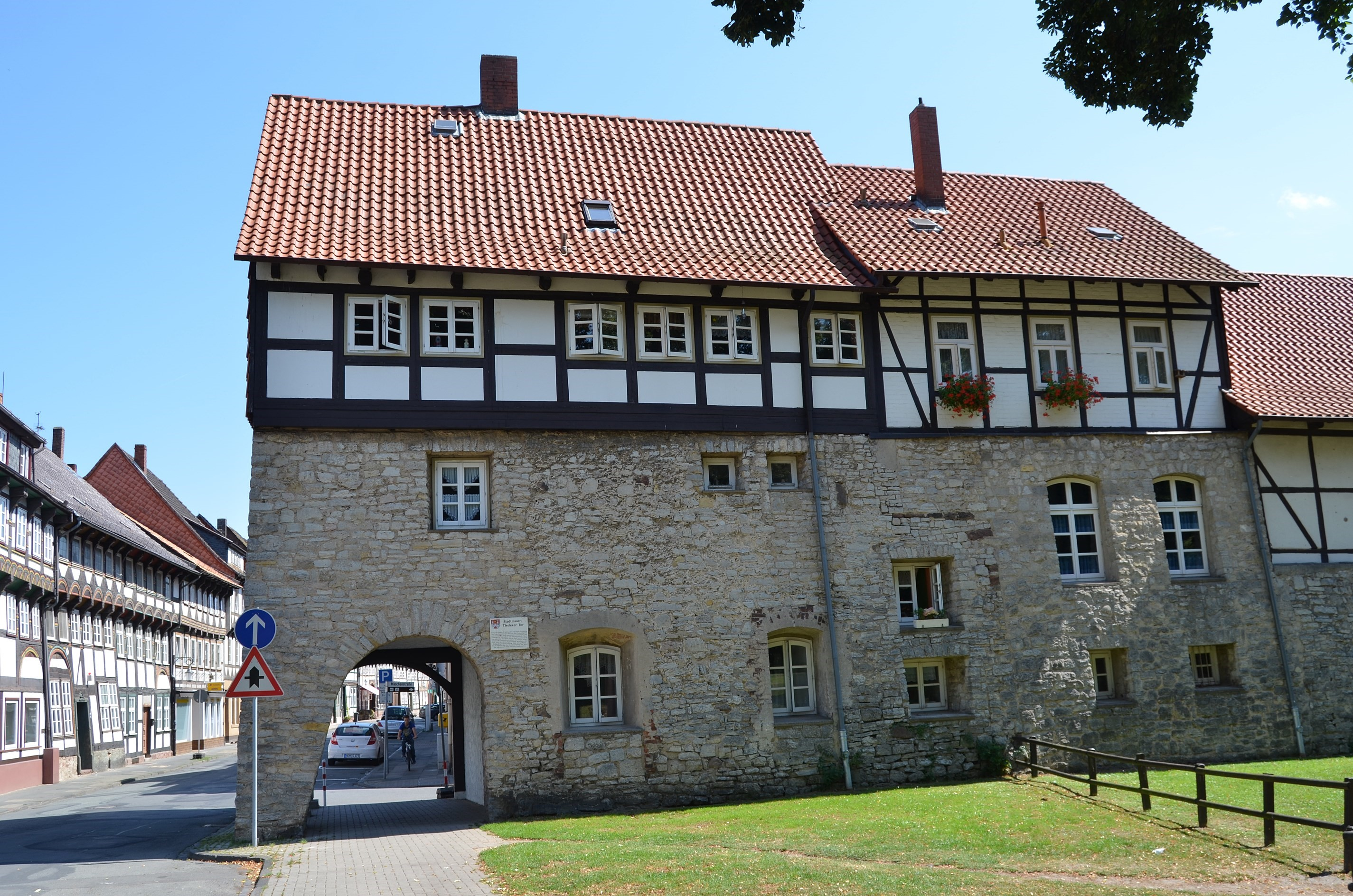
Tiedexer Tor
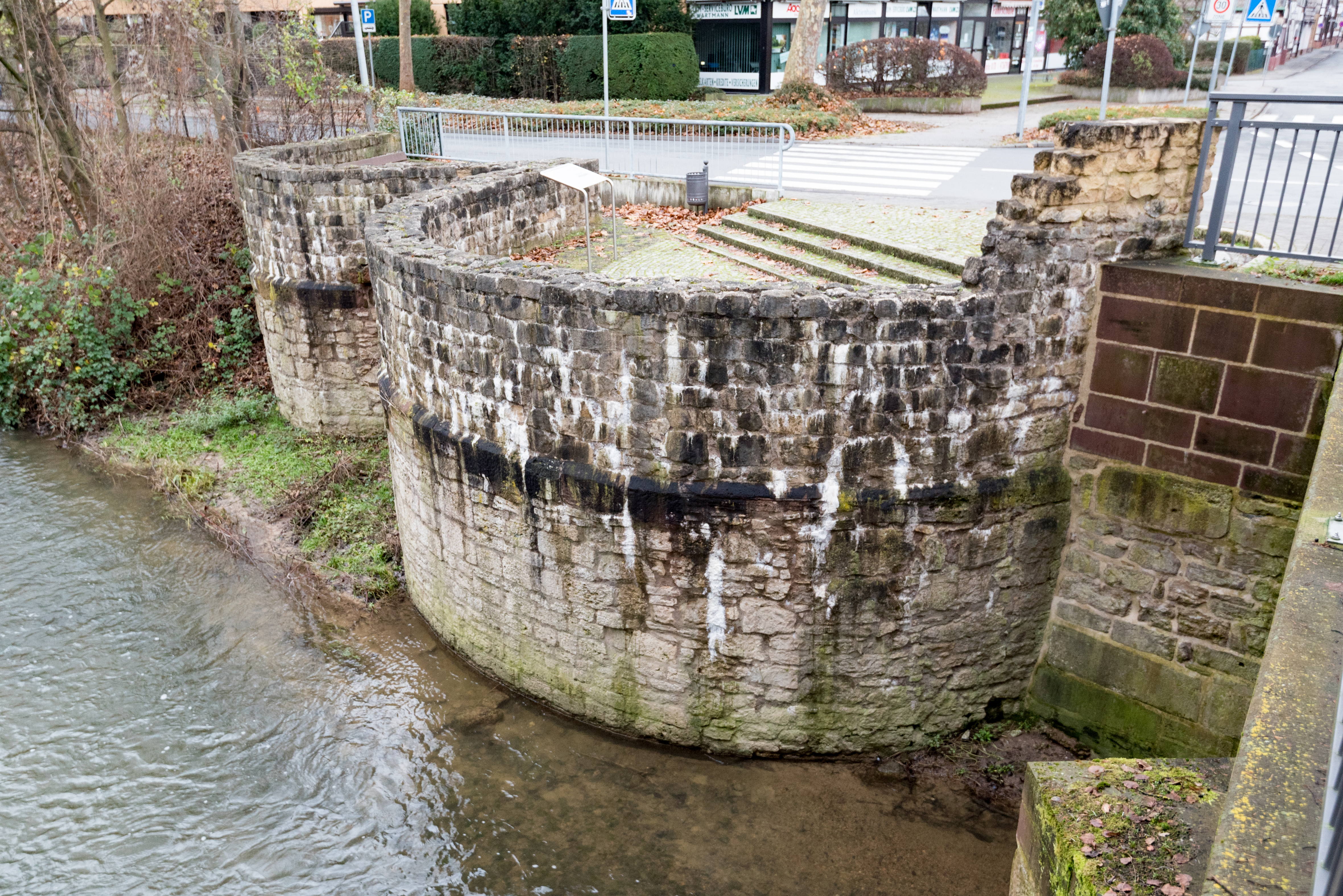
Kanonenbollwerk am Tiedexer Tor
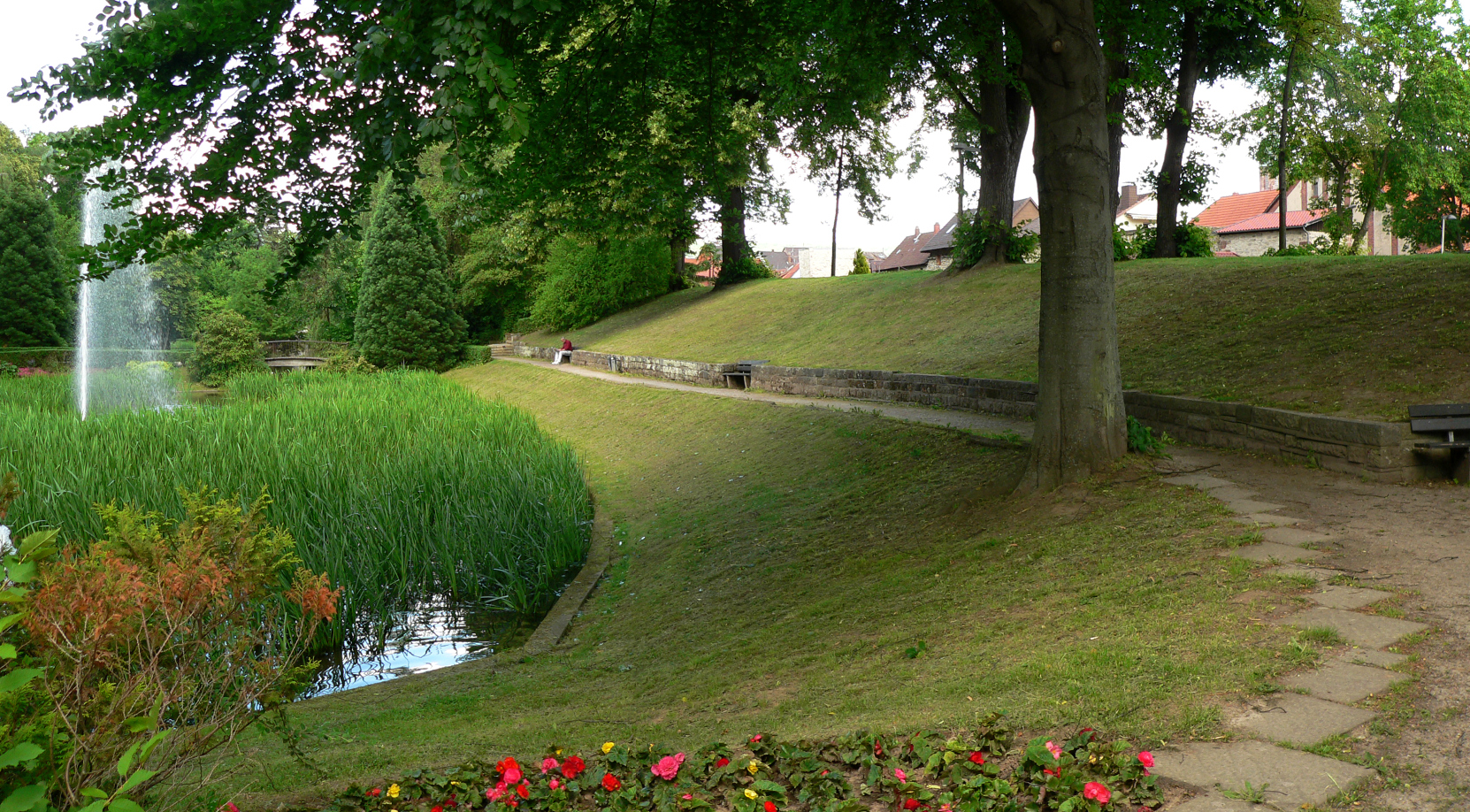
Wall und Wassergraben der Stadtbefestigung, zur Parkanlage umgenutzt